# Wunder gibt es immer wieder
Wunder gibt es immer wieder ist ein 1970 von Christian Bruhn und Günter Loose geschriebener Schlager. In der Version von Katja Ebstein war er der deutsche Beitrag zum Eurovision Song Contest 1970, wo er den dritten Platz belegte.

## Rezeption
Die Single erschien im Februar 1970 bei Liberty Records. Sie erreichte in Deutschland Rang 16 der Charts und war fünf Wochen platziert.
Ebstein nahm das Lied noch 1970 in englischen (No More Love for Me), französischen (Un miracle peut arriver), spanischen (Siempre hay algún milagro), italienischen (Nella strada del mio cuore) und japanischen (愛のおとずれ – Ai-no otozure) Versionen auf. 2005 spielte sie das Stück für ihr Album Witkiewicz neu als Bonustrack ein.
Das Lied wurde auch von anderen Interpreten gecovert, etwa von Guildo Horn, Karel Gott und Deborah Sasson. Die Band Monrose sang das Lied 2007 bei Wer singt für Deutschland?. Die A-cappella-Band Wise Guys karikierte den Song mit dem Titel Flunder gibt es immer wieder.
Der Titel des Lieds wurde mehrfach als Buchtitel verwendet, etwa von Jan Feddersen und René Martens.